# انتونیو هیدالگو (بازیکن فوتبال، زاده ۱۹۷۹)
انتونیو هیدالگو (انگلیسی: Antonio Hidalgo؛ زادهٔ ۶ فوریهٔ ۱۹۷۹) بازیکن فوتبال اهل اسپانیا است.
از باشگاه‌هایی که در آن بازی کرده‌است می‌توان به باشگاه فوتبال بارسلونا سی، باشگاه فوتبال رئال ساراگوسا، باشگاه فوتبال آلباسته بالومپیه، باشگاه فوتبال سابادل، باشگاه فوتبال بارسلونا بی، باشگاه فوتبال اوساسونا، باشگاه ورزشی تنریف، باشگاه فوتبال مالاگا، و باشگاه فوتبال بارسلونا اشاره کرد.
وی همچنین در تیم‌های ملی فوتبال زیر ۱۷ سال اسپانیا و زیر ۱۸ سال اسپانیا بازی کرده‌است.